# Sukalki
Le sukalki est un plat typique du Pays basque. Il s'agit d'un ragout cuit au court-bouillon. C'est un plat complet qui peut être consommé comme plat unique étant donné son niveau calorique élevé.

## Ingrédients
Les ingrédients sont les suivants :
- viande à ragout
- oignon
- carotte
- piments txorizero
- petits pois
- pommes de terre
- bouillon de viande
- ail

## Curiosités
Dans les festivités régionales du Pays basque, il est de coutume de faire des concours de mets de cuisine et un des plus souvent élaborés pour cet événement est le sukalki.
Le plus important de ces concours est celui de Mungia.